# Енкефалін
Енкефаліни — це особливі нейропептиди (пентапептиди), які беруть участь у регуляції ноцицепції у ссавців. Відносяться до ендогенних лігандів-агоністів опіатних рецепторів. В 1975 році були виявлені дві форми: перша містить на початку ланцюгу амінокислоту лейцин, а інша метіонін. Обидві є продуктами гена проенкефаліну.
- Мет-енкефалін — Tyr-Gly-Gly-Phe-Метіонін.
- Лей-енкефалін — Tyr-Gly-Gly-Phe-Лейцин.

## Ендогенні опіоїдні пептиди
Відкриття двох даних пептидів в 1975 році визвало величезний  інтерес до опіоїдів. У наступні роки слідувало відкриття величезної мережі енкефаловмісних пептидів, що утворюються в багатьох тканинах за обробки щонайменше трьох генетично-відмінних білків-попередників.
Енкефаліни чинять знеболення. Ці пептиди назвали опіоїдами на відміну від опіатів – алкалоїдів рослин, як, наприклад, морфін. Термін «опіоїд» також припустим до синтетичних аналогів групп речовин, афінних до опіоїдних рецепторів. Пептид виділяється нейронами центральної сірої речовини середнього мозку і блокують передачу інформації від больових рецепторів по висхідним спиноталамічним шляхам.
Мет-енкефалін відомий як опіоїдний фактор роста. Це один із гормонів середньої долі гіпофізу, що виробляються кортикотропними клітинами в процесі розщеплення проопіомеланокортина. Разом із мет-енкефаліном виробляється гамма-меланоцитстимулюючий гормон. Хоча спочатку мет-енкефалін був ідентифікований як нейромодулятор, який взаємодіє з δ-опіоїдними рецепторами, згодом виявилось, що цей пептид також є тонічно активним регулятором клітинної проліферації.
Чинять нейропротекторну та нейротрофічну дію.
Відомо три добре описаних сімейства ендогенних опіоїднів пептидів: енкефаліни, В-ендорфіни та динорфіни. Пептидна послідовність мет-енкефаліну кодується геном енкефаліну; лей-енкефалінова пептидна послідовність кодується як геном енкефаліну, так і геном динорфіну.  Ген проопіомеланокортину (POMC) також містить послідовність мет-енкефаліну на N-кінець бета-ендорфіну, але в такому випадку ендорфін не переробляється в енкефалін.
Разом із ГАМК беруть участь в регуляції больових відчуттів, але на відміну від ГАМК вони впливають на опіоїдні рецептори аксона, перешкоджаючи передачі больових імпульсів від сенсорного нейрона спинномозкового ганглія в проводить нейрон заднього рогу відповідного відділу спинного мозку.

## Стрес
Цей нейропептид виконує роль сигнальної молекули внаслідок стресової реакції.
Вивільнюється в багатьох тканинах, в мозку особливо щиро в гіпокампі та префронтальній корі, у мозковому шарі наднирників. У відповідь на біль разом з ендорфінами вивільняється норадреналін — гормон, що провокує відповідь організму «бій або втечи».  Під час реакції на стрес кілька аналогів мет-енкефаліну мали підвищену активність в гіпокампі, тоді як аналоги лей-енкефаліну, соматостатини в тому числі, інгібувались під час стресу. Це спостереження призводить до висновку, що стресові фактори корелюють із нейропептидною відповіддю і що дія енкефалінів локалізована в певній області мозку.

## Рецептори
Рецепторами енкефаліну є  δ-опатні рецептори та μ-опіатні рецептори. Це спряжені із G-білками рецептори. Ще до ендогенних опіоїдів належать динорфіни, які зв'язуються з каппа-рецепторами, ендорфіни — ліганди мю-рецепторів, ендоморфіни та ноцицептин, або орфанін FQ. Опіоїдні рецептори близько на 40 % ідентичні соматостатиновим рецепторам.